# 埃里克·文德特
埃里克·文德特（Erik Vendt，1981年1月9日—）生于麻薩諸塞州韋爾斯利，美国男子游泳运动员。曾参加2000年、2004年和2008年三届奥运，其中前两届奥运各收获一枚银牌，2008年北京奥运收获一枚金牌。